# Línea 28 (Dbus)
La línea 28 de Dbus es la más utilizada de la ciudad. Conecta el centro con el populoso barrio de Amara, el estadio de Anoeta y los hospitales. Gran parte de su recorrido dispone de carril reservado para autobuses. La línea está servida por autobuses dobles articulados de 18 metros de longitud. Como curiosidad, es la línea en la que se basa la canción «El 28» del grupo musical donostiarra La Oreja de Van Gogh. 
La línea surge de la fusión de las líneas de autobús y trolebús 7, 11 y 12. La más veterana de estas líneas, la línea 7, se creó en 1903.
Cuando la demanda de la línea es menor, generalmente por la tarde-noche, algunos autobuses recortan su recorrido hasta Anoeta, y se rotulan como línea 7. El servicio nocturno de la línea lo cubren parcialmente las líneas B4 y B9. Sin embargo, no hay ninguna línea que conecte con la zona de hospitales o Miramón de noche.
En verano de 2018 se probó en esta línea el nuevo modelo de autobús de irizar ieTram. Un modelo de autobús articulado de 18m totalmente eléctrico con estética de tranvía. Se cargaba en cocheras por las noches y durante su funcionamiento en la parada terminal de Miramón. Estuvo de pruebas durante 6 meses. Finalmente se ha optado por electrificar la línea 17 por dificultades técnicas para la instalación de otro poste de recarga en el Boulevard.

## Paradas

### Hacia Miramón
- Boulevard 9 5 8 9 13 21 25 26 29 31 42
- Urbieta 12 19 21 23 26 31 32 36 46
- Urbieta 58 21 36
- Sancho el Sabio 12 17 21 23 32
- Sancho el Sabio 28 II 17 21 23 24 26 27 32 37 43 46
- Madrid 14 17 21 24 26 27 43
- Anoeta 17 21 24 26 31 37 43
- Begiristain I 17 31
- Lorearte 17 31
- Donostiako Ospitalea I 17 31 35 37
- Ospitaleak I 17 31 35
- Onkologikoa 17 31 35
- Poliklinica I 17 31 35
- Mikeletegi-Miramón 17 31 35
- Miramón 17

### Hacia Boulevard 9
- Miramón 17
- Mileletegi 12 17 31 35
- Poliklinica II 17 31 35
- Onkologikoa II 17 31 35
- Ospitaleak II 17 31 35
- Donostiako Ospitalea II 17 31 35 37
- Txiskuene 17 31
- Begiristain II 17 31
- Madrid 19 17 21 24 26 31 37 43
- Madrid 5 17 21 24 26 27 43
- Sancho el Sabio 35 17 21 23 24 26 27 32 37 43 46
- Sancho el Sabio 11 17 21 23 32
- Easo Plaza 21 23 26 32 36 37
- San Martín 25 5 16 18 19 21 25 26 40 45
- Okendo 11 5 8 9 14 16 18 19 21 25 26 37
- Boulevard 9 5 8 9 13 21 25 26 29 31 42